# Mustafa Sandal
Mustafa Sandal (nacido el 11 de enero de 1970 en Estambul, Turquía) es un popular cantante turco de fama internacional.
Habla inglés, turco, italiano y francés con fluidez. Su popularidad empezó a surgir en la década de los años 90. Su más reciente producción, "Damar".

## Discografía

### Álbumes
- 1994 Suç Bende
- 1996 Gölgede Aynı
- 1998 Detay
- 2000 Akışına Bırak
- 2002 Kop
- 2003 Seven (Universal)
- 2007 Devami Var
- 2009 Karizma
- 2012 Organik

### Maxi-Singles
- 2003 Maxi Sandal
- 2004 İste
- 2005 İsyankar (Universal)

### Singles
- 1996: Araba
- 1996: Kalmadı
- 1998: Aya Benzer
- 2003: Aya Benzer 2003 / MOONLIGHT (Universal)
- 2003: Gel Aşkim
- 2005: İsyankar
- 2007: İndir
- 2007: Melek Yüzlüm
- 2008: Dayan
- 2009: Demo
- 2010: Adı İntikamdı
- 2010: Var Mısın Yok Musun (con Elif Kaya)
- 2012: Ego
- 2012: Organik
- 2013: Tesir Altında
- 2013: 2 Tas Çorba
- 2015: Kadere Bak
- 2015: Ben Olsaydım
- 2016: Hepsi Aşktan
- 2016: Dön Dünya
- 2018: Aşk Kovulmaz
- 2019: Gel Bana
- 2020: Damar